# Marc Constantin
Pour les articles homonymes, voir Constantin.

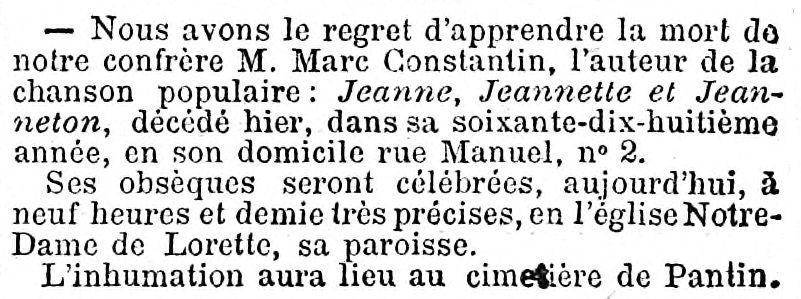
Nécrologie parue dans Le Gaulois, 28 janvier 1888.

Marc Constantin est un parolier très prolifique, chansonnier, poète, écrivain, compositeur, librettiste, journaliste et auteur de théâtre français né à Bordeaux le 31 décembre 1810 et mort à Paris le 27 janvier 1888.

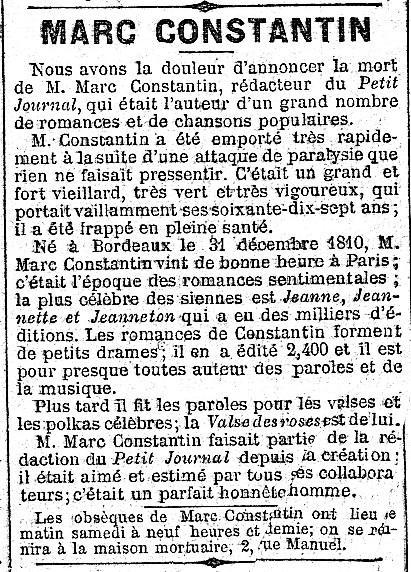
Nécrologie parue dans Le Petit Journal, 28 janvier 1888.

Il connut une grande célébrité durant un demi-siècle, depuis 1830 au moins jusque dans les années 1880. Son œuvre la plus fameuse, une romance : Jeanne, Jeannette et Jeanneton, fut éditée à des milliers d'exemplaires
De nombreux compositeurs connus eurent l'opportunité de mettre en musique ses chansons pour lesquelles il écrivit également des partitions.

## Biographie

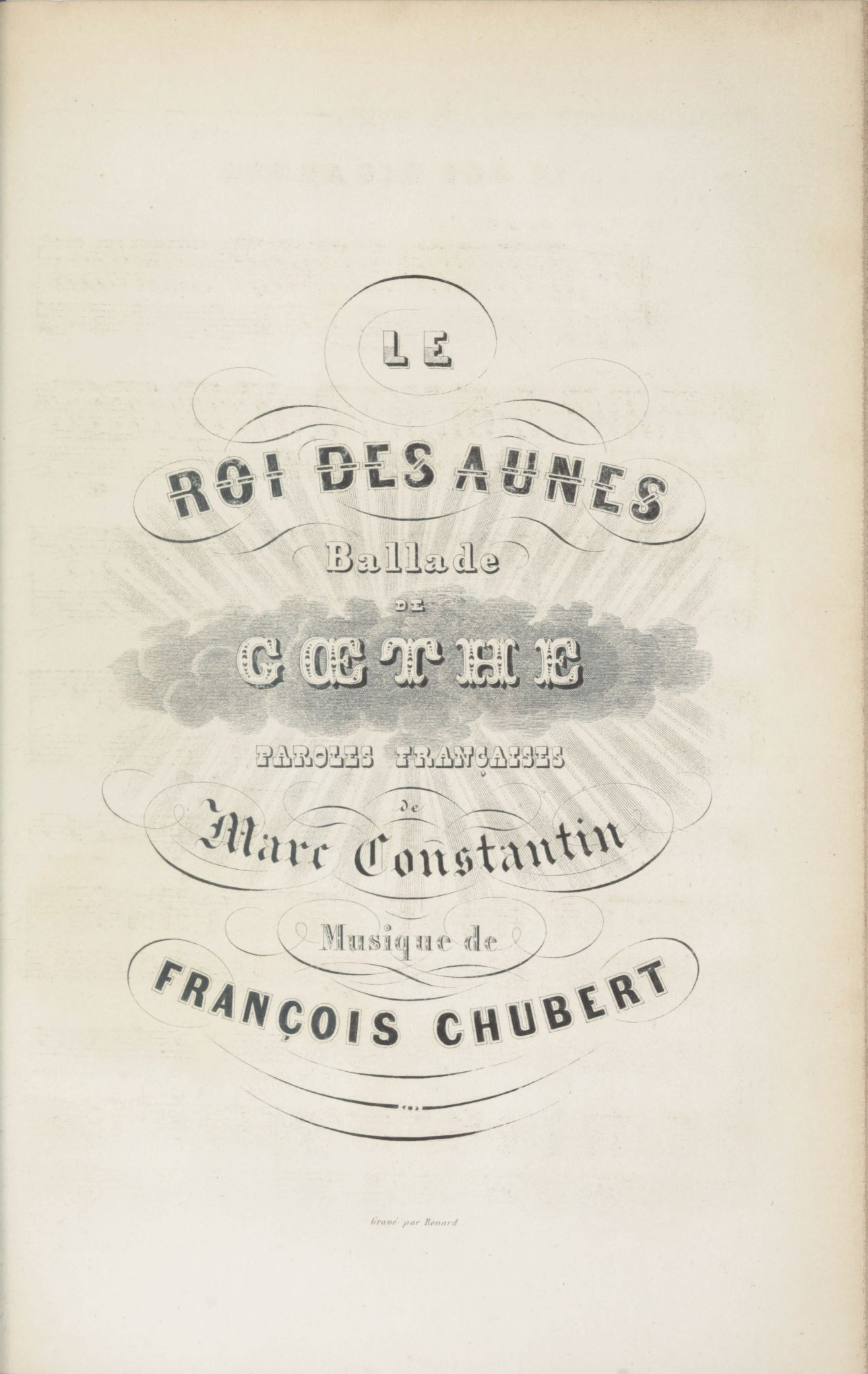
Couverture d'une traduction du lied Le Roi de aulnes de Goethe faite par Marc Constantin.

Marc Constantin est né à Bordeaux le 31 décembre 1810. Après avoir peu étudié, il embarque à seize ans dans la marine. Puis renonce assez vite à la carrière de marin. Il est ensuite durant peu de temps employé dans une maison de commerce.
Il quitte cet emploi et monte à Paris. Il espère y trouver bon accueil pour les chansons et œuvres littéraires qu'il a commencé à écrire vers l'âge de vingt ans.
Il cultive principalement le genre sentimental de la romance. Et connaît une grande vogue dans les salons bourgeois du règne de Louis-Philippe, y ayant droit de cité avec la collaboration des compositeurs de musique comme Francesco Masini, Louis Abadie, Julien Nargeot, Louis Clapisson, Laurent de Rillé, Auguste Marquerie, Victor Parizot, Félicien David et Olivier Métra. Il écrit aussi la musique d'un grand nombre de ses chansons, car il est excellent musicien.
La bienveillance avec laquelle il est accueilli par quelques-uns de ses compatriotes devenus parisiens et la fréquentation d'artistes de talent le détermine à consacrer sa vie à la carrière littéraire. Il rencontre des succès qui lui donnent plus de renommée que de bien être, mais il ne s'en plaint pas. Il vit pauvrement pendant des années, acceptant avec philosophie la petite place que lui donne son talent. Il écrit également un certain nombre de pièces de théâtre dont l'une, en vers, est représentée sur la scène du théâtre de l'Odéon.
Enfin, en 1863, Moïse Millaud, banquier, auteur dramatique et journaliste, lui tend la main en sa qualité de Bordelais. Il le prend comme rédacteur au Petit Journal, qu'il vient juste de fonder. À partir de ce jour, Marc Constantin a son avenir assuré. Jusqu'à la fin de sa vie il reste un collaborateur très apprécié du Petit Journal.
Il écrit un très grand nombre de chansons. Henri Avenel lui en attribue près de quinze cents. La notice nécrologique de Marc Constantin, dans le Petit Journal paru le 28 janvier 1888, et daté du 29 janvier 1888, lui attribue 2 400 romances. Ses chansons ne furent jamais réunies en volume. Son plus grand succès est Jeanne, Jeannette et Jeanneton sur une musique de Louis Abadie, une romance dont le refrain fut très populaire :

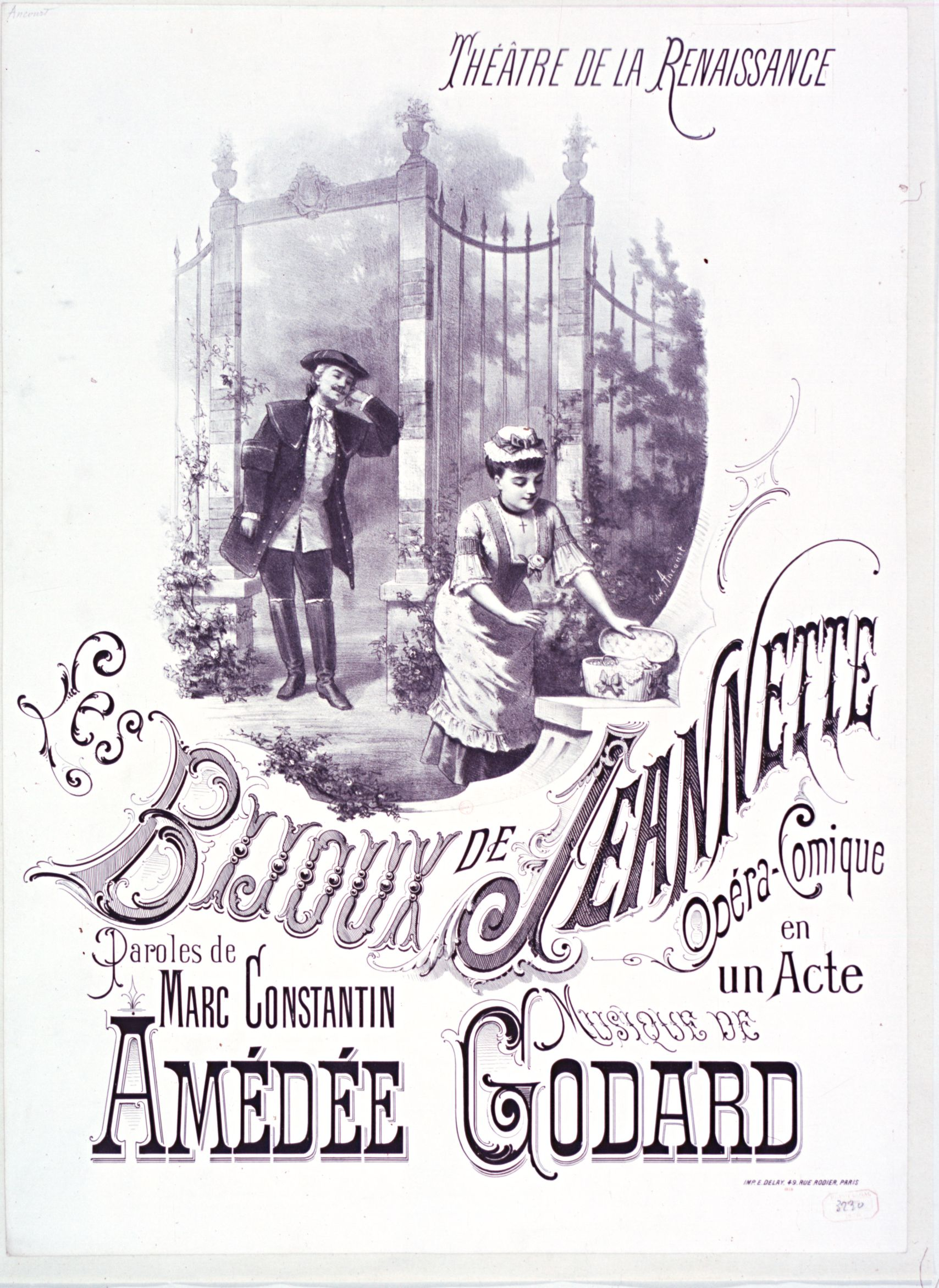
Opéra-comique, paroles de Marc Constantin, musique de Amédée Godard, théâtre de la Renaissance, Paris 1878

Marc Constantin a aussi écrit les paroles de valses et polkas célèbres, dont Les Roses ! – valse, musique d'Olivier Métra, – qui a connu au moins cinq éditions : en 1868, 69, 71, 80 et 81.
Il ne s'est pas contenté d'écrire des romances, il fit aussi des chansons comiques comme La Canichomanie ou La Ronde des Pignoufs, et des couplets dramatiques. Un de ceux-ci fut très connu en son temps :
Certaines de ses chansons sont d'inspiration exotique, créole, africaine et même chinoise. En 1876, il a également écrit les paroles d'une opérette en un acte : Jeanne, Jeannette et Jeanneton, et en 1878, d'un opéra-comique, également en un acte : Les Bijoux de Jeannette.
Initiée sous Louis-Philippe, la vogue de Marc Constantin s'est poursuivie au moins jusque dans les années 1880. Témoigne de la continuité de la notoriété de Marc Constantin, le fait que le compositeur de musique festive de danses de Paris au XIXe siècle Henri Marx a édité en 1864 Trilby. Quadrille pour orchestre, motif de chansonnettes de Marc Constantin. Et qu'en 1886, Paul Henrion, un autre de ces compositeurs, a publié Fanfan Jolicœur. Quadrille sur des chansons de Marc Constantin. Ce qui signifie qu'à l'époque de ces publications ces airs de Marc Constantin étaient connus du grand public.
En bonne santé jusqu'à l'âge de 77 ans, Marc Constantin est emporté très rapidement, à la suite d'une attaque d'apoplexie, le 27 janvier 1888. Il demeurait alors 2 rue Manuel, à Paris. Ses obsèques ont lieu le lendemain matin tôt en l'église Notre-Dame-de-Lorette, sa paroisse. Il est ensuite inhumé au cimetière de Pantin.

## Portrait de Marc Constantin jeune par Henri Avenel
C'était un homme de belle stature, affable et bon. Il tenait haut le corps et la tête droite avec le flegme d'un Anglais distingué. Sous cette allure britannique se cachaient toutes les plaisanteries d'un esprit fin et caustique. Sa figure, belle et régulière, était ornée de longs favoris blonds, ce qui le rapprochait encore plus des habitants des bords de la Tamise. Avec un pareil physique, on ne sera pas étonné de m'entendre dire que ce grand et aimable Marc-Constantin était un blagueur à froid et il lui arrivait quelquefois de jouer le rôle de mystificateur. Il aimait assez embarrasser les gens par des anecdotes ou des questions que lui apportait son esprit original, et que dissimulait parfaitement l'impassibilité de son visage. Pour bien l'apprécier, il fallait le bien connaître. Marc-Constantin s'était fait lui-même ce qu'il était, car il n'avait pas reçu une grande instruction dans la cité bordelaise. À l'âge de seize ans, il s'était embarqué, séduit sans doute par la poésie houleuse de la mer, et emporté par les jeunes rêves de son imagination. Mais la vie maritime ne tarda pas à lui déplaire, il fit quelques voyages au long cours et revint dans sa ville natale. Il dit adieu alors pour toujours à la mer avec ses beautés grandioses, ses bourrasques et ses naufrages. Le plancher des vaches lui allait mieux que le pont du navire à voiles sur lequel il avait expérimenté les plaisirs et les dangers de la mer. Voulant marcher vers l'avenir par un nouveau sentier, il entra comme employé dans une maison de commerce, mais il y resta peu de temps. Son imagination rêveuse et artistique, trouva monotone la vie de l'employé. Il fallait à ses idées un milieu plus vaste et des relations plus conformes à sa nature poétique.
Il pensa à Paris. Il réunit les chansons et autres œuvres littéraires qu'il avait déjà faites vers sa vingtième année, et, l'âme pleine d'illusions et de courage, il débarqua un jour dans la capitale.

## Portrait de Marc Constantin âgé par Henri Avenel
Jusqu'à la dernière heure de ses soixante-dix-sept ans, Marc-Constantin conserva son activité, sa gaieté et l'originalité de son humour. C'était alors un beau et vigoureux vieillard qui portait à ravir ses cheveux et ses favoris blancs, il avait ainsi tout à fait l'air d'un élégant et correct sportsman.

## Le petit musée érotique de Marc Constantin vu par Henri Avenel
Quand il habitait le no 2 de la rue Fléchier, près de l'église de Notre-Dame de Lorette, il avait une cinquantaine de petits cadres, peu ou point dorés, qui tapissaient le papier à fleurs de son unique chambre. C'était son musée; c'est ainsi qu'il appelait cette collection artistique. Les sujets de ses tableaux, gravure ou peinture, étaient plus ou moins banals et sans grande valeur réelle, mais quand il donnait une soirée de garçon (il ne pensait pas à se marier alors), c'était d'un coup d'œil bien autrement ravissant pour obtenir cette métamorphose, il se contentait de retourner ses cadres, qui, comme Janus, avaient deux faces ; et alors on se trouvait dans un boudoir de Cythère. La plupart de ces dessins plus ou moins décolletés étaient des originaux dus au crayon de nos meilleurs dessinateurs, ses amis. C'était fort curieux à voir; aussi lui amenait-on quelquefois des visiteurs qui comme lui aimaient le culte de Vénus.

## Les Roses!– Valse, paroles de Marc Constantin, musique d'Olivier Métra
Viens avec moi pour fêter le printemps,
Nous cueillerons des lilas et des roses.
Ne vois-tu pas que ces fleurs demi-closes
Veulent briller sur ton front de vingt ans.
Écoute, ô ma belle,
C'est l'oiseau fidèle
Qui chante toujours
Le retour des beaux jours :
Il dit que pour plaire,
On a sur la terre
Les fleurs pour charmer
Et le cœur pour aimer.
Viens avec moi pour fêter le printemps,
Nous cueillerons des lilas et des roses.
Ne vois-tu pas que ces fleurs demi-closes
Veulent briller sur ton front de vingt ans.
Aspirons leurs senteurs enivrantes,
On croirait que ces fleurs
Sont les roses, tes sœurs.
Entends-tu dans le bocage,
La fauvette au doux ramage,
Qui célèbre en son langage,
Ta beauté qui m'a charmé ?
Ah ! ah ! ah ! ah ! ah ! ah ! ah ! ah ! ah !
Entends-tu dans le bocage,
La fauvette au doux ramage,
Qui célèbre en son langage,
Ta beauté qui m'a charmé ?
Mon cœur bat d'ivresse,
Viens, ô viens, enchanteresse,
Car je t'aime, bien suprême
Et veux vivre sous ta loi.
Vois mon cœur, il palpite d'ivresse.
Viens, ô viens, enchanteresse
Car je t'aime, bien suprême !
Et je meurs, je meurs sans toi.
Je meurs sans toi, mon bien suprême.
Je meurs sans toi !
Ah ! ah ! ah ! ah !
Viens avec moi pour fêter le printemps,
Nous cueillerons des lilas et des roses,
Ne vois-tu pas que ces fleurs demi-closes
Veulent briller sur ton front de vingt ans.
Viens, je t'attends, viens, je t'attends !
Ah ! ah ! ah ! ah ! ah ! ah !
Viens je t'attends, ah ! viens,
Ah ! viens c'est le printemps,
Je t'aime et je t'attends !

## Titres de quelques œuvres

### Chansons

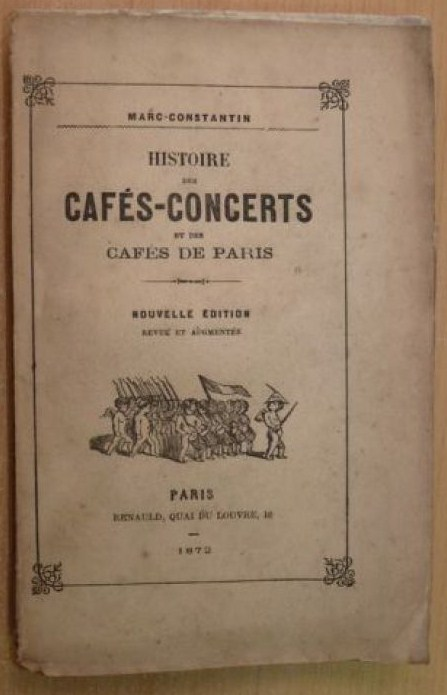
Un ouvrage de Marc Constantin publié en 1872.

Liste non exhaustive de 93 chansons :
- A bas Clichy ou Les oiseaux envolés
- A bord. (musique de Ernest L’Épine)
- Ah que les femmes ont changé !
- Aimé pour moi-même
- L'Arbre sec !
- Attisez le feu
- L'Auvergnat au Harem
- La Batelière de Saint-Lô
- La Cage vide !
- La Canichomanie
- Casse cou !
- Ça t'défrise
- C'est toi que j'ai choisie
- Le Charbonnier (musique de Julien Nargeot)
- La Châtelaine et le chevalier
- La Chatte métamorphosée en femme
- Le Chevalier Bamboche
- Le Code des femmes
- Dans mes forêts sauvages
- Les Deux Corsaires (musique de Louis Clapisson)
- Les Deux vieux Faublas (musique de Laurent de Rillé)
- Le Dompteur d'animaux (musique d'Auguste Marquerie)
- Les écoliers de Pontoise
- Elle est Rosière !
- Les Fées du jardin Mabille (musique de Victor Parizot)
- Feu follet ! (musique de Louis Boïeldieu)
- La Fiancée des neiges !
- Le fils à Jérôme
- La Foi, l'Espérance et l'Amour !
- Une Gaillarde
- Le Général Pompon !
- La Javanaise
- Jeanne, Jeannette et Jeanneton
- J'en suis toqué !
- Les Jolis glous glous
- Latulipe et Falempin
- Le Lion de Blidah
- Un Livre de Pontoise
- Madame ma Femme !
- Madelon Friquet
- Mahomet ne le saura pas
- Maître Marcel le philosophe
- Le Marchand arabe
- Marine !
- Moi, il aime à vous !
- Mon Aimée (musique de Félicien David)
- Mon Âme au ciel !
- Monsieur mon mari !
- Mosié l'bambou !
- Mouillard au Pont des Arts, dialogue avec chanson.
- Le Mouton blanc !
- Mylord Pouf à l'Exposition. Chansonnette internationale.
- Noire et blanche
- Notre bon Pasteur !
- Le Nuage (musique d'Alphonse Thys)
- L'Océan (musique de Félicien David)
- Le Pasteur Béarnais
- La P'tite Vivandière
- Le Petit mousse noir
- Le petit Oiseleur !
- Les Plaisirs du veuvage
- Le Port d'Asnières
- La Potichomanie
- Pourquoi ! ou La Fête de famille
- Les Promesses de Rose
- Qu'est c'que ça m'fait
- La Razzia
- Les Regrets du veuvage
- La Reine de l'arche Marion ! (musique de Francesco Masini)
- Le Retour !
- La Ronde des Pignoufs (musique de Victor Boullard)
- Les Roses ! (valse, musique d'Olivier Métra)
- Sainte Catherine !
- La Saison des beaux jours
- Ma Sœurette !
- Le soldat de la Loire, mélodie guerrière
- Sous les regards de Dieu
- Sur mon trois mâts
- Suzanne au Bain
- Te souviens-tu ?
- Timothée Trimm !
- La Tirelire !
- Toujours des fleurs !
- Tout augmente dans Paris
- Les Trésors de la jeunesse
- Triboulet
- Le Tunisien
- Le Verbe aimer !
- La Vie en deux volumes
- Le Vieux Silène !
- Volez petits oiseaux
- Voyage autour du Monde du matelot Fil-en-quatre
- Le Yolof !

### Divers
- Physiologie de l'amant de cœur, Desloges éditeur, Paris 1842.
- Almanach des amoureux, Desloges éditeur, Paris 1846.
- Calendrier Napoléon, un souvenir du grand homme par jour, son génie, sa gloire, ses revers, par Marc Constantin. 1re année 1849, rue du Croissant 8, Paris 1849.
- La Prairie, ou le Bonheur aux champs, fantaisie pastorale à grand orchestre, avec solos de chant et chœurs, paroles de Marc Constantin, musique de J. Denault. Exécuté pour la première fois au Jardin d'hiver le 22 mai 1851. Imprimerie de Madame de Lacombe, Paris 1851.
- Manuel du savoir-vivre, ou l'Art de se conduire selon les convenances et les usages du monde... par Alfred Meilheurat. Nouvelle édition revue et augmentée par Marc Constantin, Desloges éditeur, trois éditions : Paris 1854, 1857 et 1861.
- Histoire des cafés de Paris extraite des mémoires d'un viveur, cafés du Palais-Royal, des boulevards, de ville, etc., Desloges éditeur, Paris 1857.
- Histoire des cafés-concerts et des cafés de Paris, Renauld éditeur, Paris 1872.
- Jeanne, Jeannette et Jeanneton, Opérette en un acte, musique de Julien Nargeot, donnée pour la première fois à Paris, au théâtre des Folies-Marigny, le 31 octobre 1876.
- Les Bijoux de Jeannette, Opéra-Comique en un acte, musique de Amédée Godard, donné pour la première fois à Paris, au théâtre de la Renaissance, le 9 août 1878.
- Un baromètre incertain, opéra-comique en deux actes livret avec Henry Vachot, musique de Félix Pardon, joué en lever de rideau des Cloches de Corneville au Théâtre des Folies-Dramatiques en 1878.
- Le Buisson d'écrevisses, opérette avec Henry Vachot, musique de Félix Pardon, crée au Théâtre des Bouffes-Parisiens en 1878 avec Conchita Gélabert dan sle rôle principal.
- Friscoff l’Américain, opérette, musique de Félix Pardon à l'Alcazar[Lequel ?]1879.
- Trois œuvres de Marc Constantin mises en musique, consultable sur le site Internet de l'Open Music Library.

### Traduction
- Le Roi des Aulnes, poème de Goethe mis en musique par Franz Schubert, traduit de l'allemand par Marc Constantin en 1845.

## Source
- Henri Avenel Marc Constantin dans Chansons et chansonniers C. Marpon et E. Flammarion éditeur, Paris 1890, p. 249-255.